# Parigi-Tours 2020
La Parigi-Tours 2020, centoquattordicesima edizione della corsa e come ventitreesima prova dell'UCI ProSeries 2020 categoria 1.Pro, si svolse l’11 ottobre 2020 su un percorso di 213 km, con partenza da Chartres e arrivo a Tours, in Francia. La vittoria fu appannaggio del danese Casper Pedersen, il quale completò il percorso in 4h51'44", alla media di 43,807 km/h, precedendo il francese Benoît Cosnefroy e l'olandese Joris Nieuwenhuis.
Sul traguardo di Tours 124 ciclisti, su 147 partiti da Chartres, portarono a termine la competizione.

## Squadre e corridori partecipanti
| N.      | Cod. | Squadra                      |
| ------- | ---- | ---------------------------- |
| 1-6     | SUN  | Team Sunweb                  |
| 11-17   | ALM  | AG2R La Mondiale             |
| 21-27   | PCB  | Team Arkéa-Samsic            |
| 31-36   | GFC  | Groupama-FDJ                 |
| 41-47   | AFC  | Alpecin-Fenix                |
| 51-57   | VBC  | B&B Hotels-Vital Concept     |
| 61-65   | COF  | Cofidis, Solution Crédits    |
| 71-77   | CWG  | Circus-Wanty Gobert          |
| 81-87   | NDP  | Nippo Delko Provence         |
| 91-97   | TDE  | Total Direct Énergie         |
| 101-107 | RIW  | Riwal Securitas Cycling Team |

| N.      | Cod. | Squadra                      |
| ------- | ---- | ---------------------------- |
| 111-117 | SVB  | Sport Vlaanderen-Baloise     |
| 121-126 | CJR  | Caja Rural-Seguros RGA       |
| 131-137 | WVA  | Bingoal-Wallonie Bruxelles   |
| 141-147 | TNN  | Team Novo Nordisk            |
| 151-157 | GAZ  | Gazprom-RusVelo              |
| 161-167 | AUB  | St Michel-Auber 93           |
| 171-175 | RLY  | Rally Cycling                |
| 181-187 | BBH  | Burgos-BH                    |
| 191-197 | NRL  | Natura4Ever-Roubaix-Lille M. |
| 201-217 | UXT  | Uno-X Pro Cycling Team       |
| 211-217 | EUS  | Euskaltel-Euskadi            |

## Ordine d'arrivo (Top 10)
| Pos. | Corridore          | Squadra  | Tempo    |
| ---- | ------------------ | -------- | -------- |
| 1    | Casper Pedersen    | Sunweb   | 4h51'44" |
| 2    | Benoît Cosnefroy   | AG2R     | s.t.     |
| 3    | Joris Nieuwenhuis  | Sunweb   | a 30"    |
| 4    | Valentin Madouas   | Groupama | s.t.     |
| 5    | Warren Barguil     | Arkéa    | s.t.     |
| 6    | Petr Vakoč         | Alpecin  | s.t.     |
| 7    | Romain Bardet      | AG2R     | s.t.     |
| 8    | August Jensen      | Riwal    | a 2'11"  |
| 9    | Maurits Lammertink | Circus   | s.t.     |
| 10   | Rudy Molard        | Groupama | s.t.     |